# 聖座とアメリカ合衆国の関係

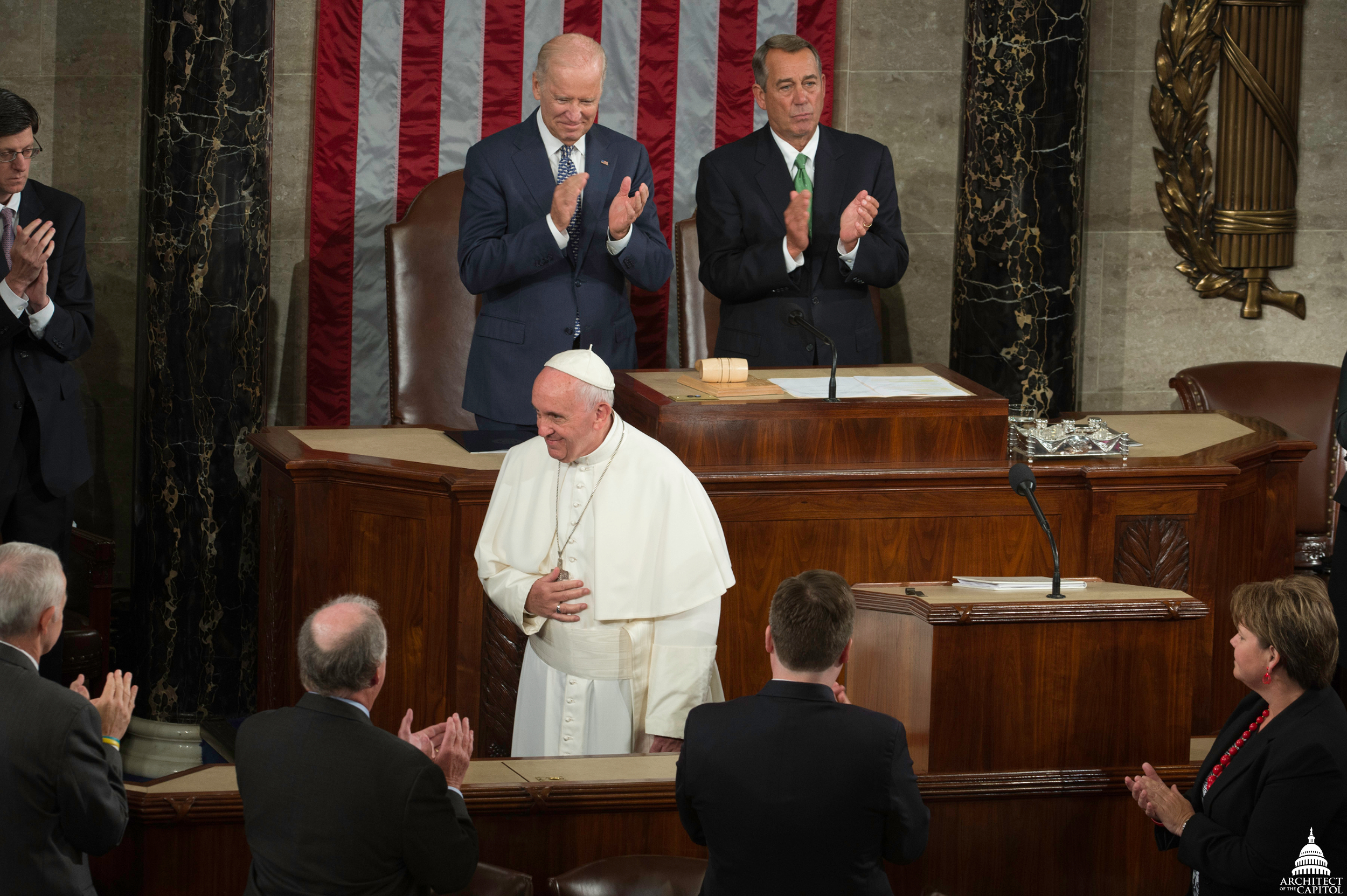
アメリカ合衆国議会で演説する教皇フランシスコ。（2015年）

聖座とアメリカ合衆国の関係（せいざとアメリカがっしゅうこくのかんけい、英語：Holy See-United States Relations）では、 バチカン市国にある聖座（日本でローマ教皇庁と理解されている）とアメリカ合衆国との国際関係について説明する。
アメリカ公務の筆頭は、特命全権大使のカリスタ・ギングリッチ（政治家ニュート・ギングリッチの妻)である。聖座は、2016年4月12日に就任したクリストフ・ピエール大司教が教皇大使として代表を務める。在バチカンアメリカ大使館は、ローマのVilla Domizianaにある。在アメリカ・ローマ教皇大使館はワシントンD.C.の3339 Massachusetts Avenue,N.Wにある。

## 歴史

### 1797年-1867年
アメリカ合衆国はジョージ・ワシントン大統領と教皇ピウス6世の下で1797年から教皇領との領事関係を行うようになり、アンドリュー・ジョンソン大統領とピウス9世との1867年まで続けていた。教皇との外交関係は、教皇領の元首としての立場で、ジェームズ・ポーク大統領下の1848年からジョンソン大統領下の1867年まで大使レベルでは無かったが存在していた。1867年2月28日、アメリカ連邦議会が聖座へのアメリカ外交使節団に対する以後の資金提供を禁止する法案を通したことで、これらの関係は消滅した。この決定は、エイブラハム・リンカーン大統領暗殺の陰謀に加担したカトリック教徒メアリー・サラットの有罪判決および絞首刑で勢いを増した、アメリカにおける反カトリック思想の高まりに基づくものだったとされている。彼女の息子ジョン・サラットならびにカトリック教徒は、この暗殺についてジョン・ウィルクス・ブース（リンカーン暗殺の実行犯）と共に計画を立てたと非難された。彼はローマ・カトリック教会から聖域を与えられ、イタリアに逃亡して教皇のズアーブ兵として従事した。市の城壁内にて以前は在ローマのアメリカ大臣邸宅内で毎週開催されていたプロテスタントの礼拝祝賀を、教皇が禁じてしまったとの説もある。

### 1867年-1984年
1867年から1984年まで、アメリカ合衆国は聖座と外交関係が無かった。幾人かの大統領は、国際人道的並びに政治的問題の議論のため聖座を定期訪問する個人的な特命全権公使を任命している。郵政長官のジェームズ・ファーリーがその公使に就いた最初の人物とされる。ファーリーは聖座との関係を正常化した最初のアメリカ政府高官であり、イタリアの定期船コンテ・ディ・サヴォイア号でソビエトの外務人民委員マクシム・リトヴィノフと共に郵政長官がヨーロッパに向けて出航した1933年のことである。イタリアにて、ファーリーはピウス11世に謁見し、教皇職を1939年に継ぐことになっていたパチェッリ枢機卿（ピウス12世）と夕食を共にした。マイロン・チャールズ・テイラーは1939年から1950年まで、大統領のフランクリン・ルーズベルトおよびハリー・S・トルーマンに（バチカンへの特命公使として）仕えた。
ニクソン、フォード、ジミー・カーター、レーガンの各大統領も教皇への個人的な特命全権公使を任命している。また前述の大統領に加えて、トルーマン、アイゼンハワー、ケネディ、ジョンソンおよびそれ以降の大統領全員が、黒の衣装とベールを身に着けた大統領夫人を伴って、通例だと彼らの政権最初の数か月以内にバチカンへ旅行することで、教皇の祝福を授かりに参じている。
1951年10月20日、トルーマン大統領はマーク・W・クラーク元大将を聖座へのアメリカ合衆国の使者に任命した。 クラークは後にトム・コナリー上院議員およびプロテスタント団体からの抗議を受けて、1952年1月13日にこの任命を固辞した。公的な禁止は1983年9月22日まで続いて、「ルガー法」 (Lugar Act) によって撤廃された。
バチカンは、歴史的には少なくともジョン・F・ケネディの大統領就任までは非米的だと非難されてきた（聖座から異端だと非難されたアメリカニズム(Americanism)や、アメリカの反カトリック主義を参照）。非難の大部分はポール・ブランシャードの著書『American Freedom and Catholic Power』に見ることができ、そこでは聖座が危険かつ強力で、外国の非民主的な制度であるとの理由で糾弾されていた。

### 1984年-現在

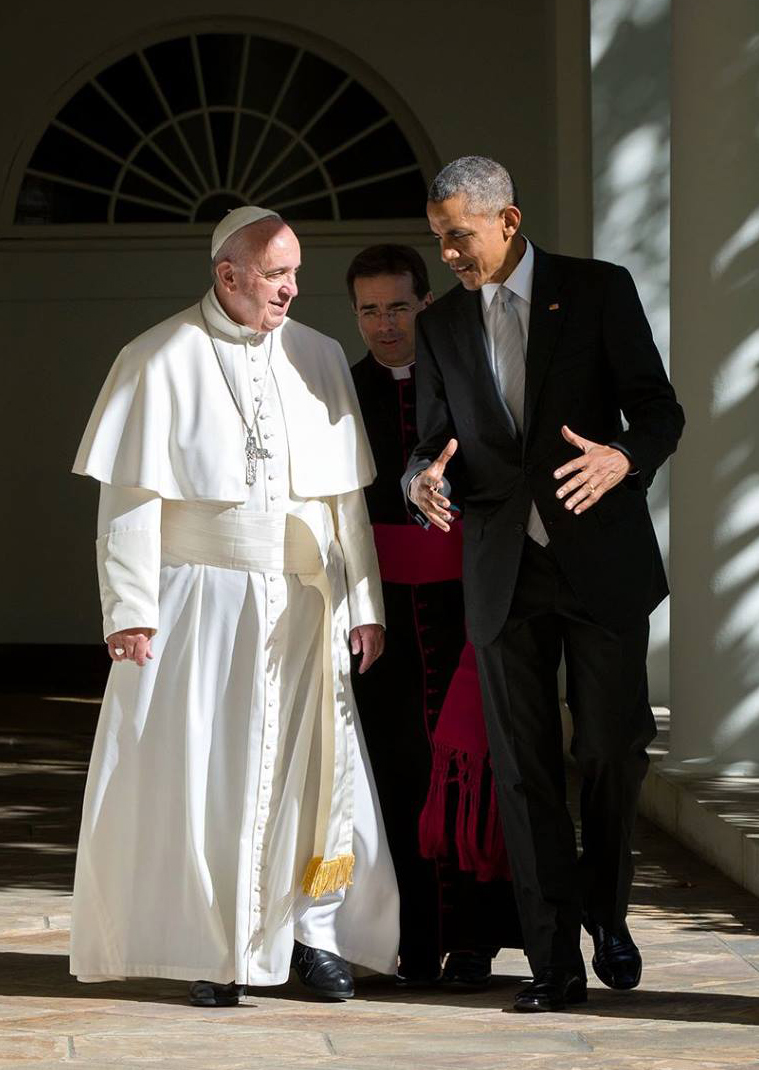
フランシスコ教皇とオバマ大統領（2015年、ホワイトハウスにて）

1984年1月10日、アメリカ合衆国と聖座は外交関係の樹立を発表した。長きにわたる強い国内反対の年譜とは対照的に、今回は議会、裁判所、そしてプロテスタント団体からの反対がほとんどなかった。1984年3月7日、上院議会はウィリアム・A・ウィルソンを最初の在バチカン・アメリカ大使として承認した。 ウィルソン大使は1981年におけるレーガン大統領の教皇への個人的な特命公使以来のこととなった。聖座はピオ・ラギ大司教を最初のアメリカの教皇大使（大使に相当する）に指名した。ラギ大司教は1980年以来、アメリカにおけるカトリック教会のヨハネ・パウロ2世の使徒代表者であった。レーガン大統領と教皇ヨハネ・パウロ2世の関係は、反共主義の共有およびソビエトをポーランドの外へ追いやることへの強い関心から、特に緊密であった。この両名はまた、1981年春にわずか6週間違いの暗殺未遂事件を互いに生き延びたことで、共通の絆を培った（レーガン大統領暗殺未遂事件およびヨハネ・パウロ2世暗殺未遂事件を参照）。
アメリカ同時多発テロ事件に続いて2001年からアメリカの対テロ戦争が始まると、バチカンは一般的に対テロ戦争への批判を、特にイラクにおけるアメリカの政策を批判した。2009年7月10日、バラク・オバマ大統領とベネディクト16世はローマで会談した。在バチカン米国大使館を在イタリア・アメリカ大使館と同じ場所に移転する計画案は、一部の元アメリカ大使からの批判を巻き起こした。2014年3月27日、オバマとフランシスコ教皇はローマで会談した。これは2015年9月におけるフランシスコ教皇の2015年北アメリカ訪問につながり、そこでキューバを訪問した後に彼はアメリカ合衆国にもやって来て、フィラデルフィアで開催された世界家族会議に参加し、ワシントンD.C.やニューヨーク市にも来訪した。

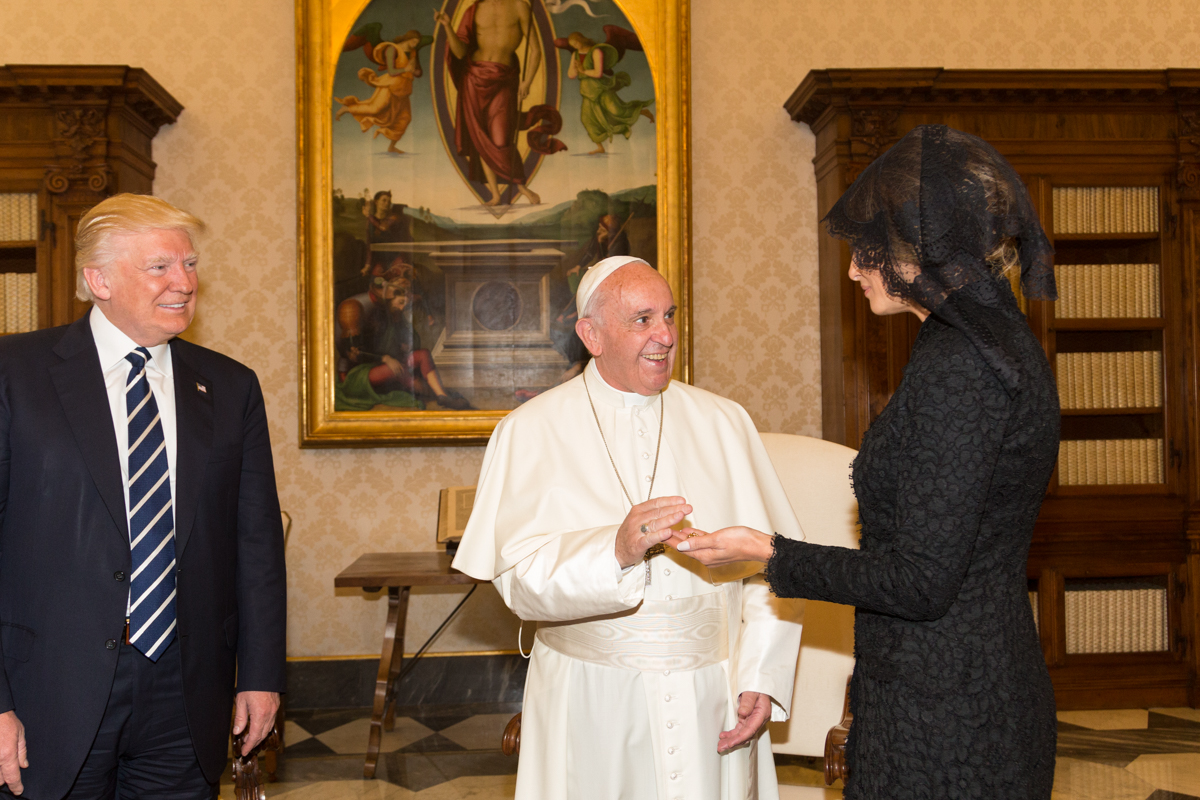
アメリカのトランプ大統領とメラニア大統領夫人がフランシスコ教皇に謁見する様子（2017年5月24日、バチカン市国にて）

2015年6月、アメリカと聖座は税務情報の自動交換を通じてオフショアの課税回避を削減することを目的とした、最初の政府間協定を締結した。